# GCR-Klasse 8K
Die GCR-Klasse 8K ist eine Baureihe von Dampflokomotiven mit der Achsfolge 1’D Consolidation der Great Central Railway (GCR). Die Konstruktion der Heißdampfvariante der Q4, die für den schweren Güterverkehr bestimmt war, erfolgte unter der Leitung von John G. Robinson, Oberingenieur der GCR. Vor dem Ersten Weltkrieg wurden 126 Exemplare für die GCR gebaut. Einschließlich der 2-8-0-Lokomotiven, die während des Krieges für die Railway Operating Division (ROD) der British Army gebauten wurden und der nach dem Krieg gebauten Lokomotiven der GCR-Klasse 8M, wurden insgesamt 666 Lokomotiven dieser Baureihe hergestellt. Nach der Eingliederung der GCR in die London and North Eastern Railway (LNER) wurden die Lokomotiven den Klassen O4 und O5 zugeordnet. Nach dem Zweiten Weltkrieg setzte British Railways die Lokomotiven weiter ein, die letzten standen bis 1966 im Dienst. Die 8K wurde zu einer der erfolgreichsten britischen Dampflokomotiven des 20. Jahrhunderts. Die Lokomotiven trugen wie ihre Vorgänger, die Q4, den Spitznamen Tinies „Winzlinge“.

## Geschichte

### Vor dem Zweiten Weltkrieg

#### GCR 8K und 8M
Die ersten Lokomotiven der Klasse 8K wurden 1911 in den GCR-Werkstätten in Gorton, Manchester gebaut. Die 8K-Lokomotiven wurden im Hinblick des erwarteten Kohlenverkehrs zum neuen Hafen bei Immingham, North East Lincolnshire beschafft. Im Juni 1914 standen 126 Lokomotiven im Dienst. Die einfachen Lokomotiven galten als einfach, robust und zuverlässig, der Kessel galt als guter Dampferzeuger.
Während des Ersten Weltkriegs wurde die 8K zur Klasse 8M weiterentwickelt, indem ein größerer Kessel eingebaut wurde. Es wurden zwei Serien von je zehn Lokomotiven bestellt, die jedoch erst 1918 beziehungsweise 1921 in Betrieb genommen wurden. Es wurden nur neunzehn 8M gebaut, weil eine Lokomotive der ersten Serie als Prototyp der Ten-Wheeler-Klasse 8N verwendet wurde. Die Baureihe 8M wurde nicht weitergeführt, und zwei Lokomotiven der Klasse 8M wurden 1922 wieder in 8K umgebaut. Die übrigen 8M wurden nach der Umstrukturierung der britischen Bahnen von der LNER in 8K zurückgebaut, die letzte 1943.

#### ROD 2-8-0

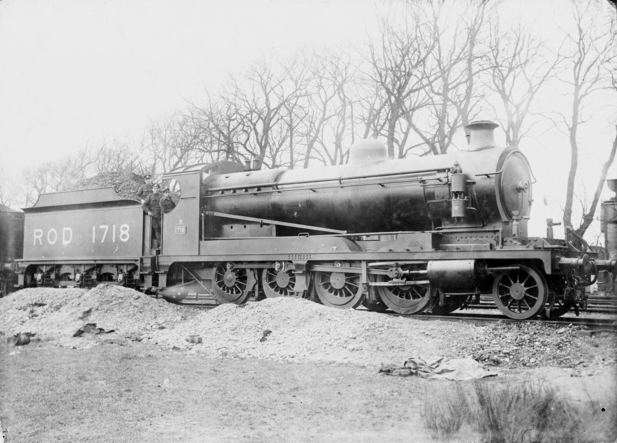
ROD 2-8-0 Nr. 1718 in Frankreich

In den ersten zwei Jahren des Ersten Weltkriegs lieh das Kriegsministerium etwa 600 Lokomotiven von den britischen Bahnen aus, die bei der Railway Operating Division (ROD) eingesetzt waren. Da jedoch kein Ende des Konflikts in Sicht war, entschloss sich das Ministerium, die Lokomotiven selbst zu bauen, anstatt sie weiterhin auszuleihen, damit eine einheitliche Baureihe für den Einsatz in Frankreich und Belgien zur Verfügung stehen würde. Aufgrund der hervorragenden Eigenschaften der 8K und da Sir Sam Fay, der Generaldirektor der GCR, gleichzeitig auch der Direktor für Kriegstransporte in der britischen Regierung war, fiel die Wahl auf diese Lokomotive.
Das Munitionsministerium gab bei GCR im Februar 1916 eine Bestellung über 325 Lokomotiven auf, deren Ablieferung im August 1917 begann. Die GCR-Werkstätte in Gorton bauten lediglich eine Handvoll der bestellten Lokomotiven, während der größte Teil von Kitson and Company und Nasmyth Wilson and Company, beide in Manchester, sowie der North British Locomotive Company (NBL) in Glasgow gefertigt wurde. Noch im Oktober 1918, wenige Wochen vor dem Waffenstillstand, wurden weitere 196 Lokomotiven bestellt, was jedoch eher eine politische Entscheidung war, um die während des Krieges aufgebauten Fertigungsstraßen in Betrieb zu erhalten.
Infolgedessen war die britische Regierung Ende 1919 in Besitz von 521 für sie nutzlosen Lokomotiven, von denen nur 305 jemals ihre vorgesehene Funktion im Ausland erfüllt. Der erste Versuch, die Lokomotiven zu verkaufen, war nur mäßig erfolgreich. Dies war nicht überraschend, angesichts des hohen Preises von 12.000 Pfund für eine gebrauchte Lokomotive, deren Herstellungskosten zwischen 6000 und 8000 Pfund lagen. Der nächste Versuch, die verbleibenden 468 Lokomotiven zur Vermietung anzubieten, stieß jedoch auf gute Resonanz, da mehrere Bahngesellschaften das Angebot annahmen.
Im Jahr 1921 wurden die Mietverträge von der Regierung abrupt gekündigt und die Lokomotiven zurückgerufen. Möglicherweise sollte dies die Bahngesellschaften dazu bewegen, die Lokomotiven zu kaufen, was jedoch fehlschlug. Die Bahnen gaben die Lokomotiven an die Regierung zurück und sie wurden im ganzen Land abgestellt. Da die sie schnell an Wert verloren, gab sich die Regierung ab 1923 widerwillig mit jedem erzielbaren Preis zufrieden, so dass am Schluss nur noch 340 Pfund pro Lok verlangt wurde. Der Großteil der ehemaligen ROD-Lokomotiven wurde von der Great Western Railway (GWR), der London and North Western Railway (LNWR) und der London and North Eastern Railway (LNER) gekauft, es gingen aber einige auch nach Australien und nach China.

#### LNER
Mit der Umstrukturierung der britischen Bahngesellschaften wurde die GCR 1923 in die LNER eingegliedert. Die LNER übernahm von der GCR 131 Lokomotiven der Klasse 8K, die in die Klasse O4 eingeordnet wurden, und 17 Lokomotiven der Klasse 8M, die in die Klasse O5 eingeordnet wurden. O steht im Bezeichnungsschema der LNER für die Achsfolge 1’D Consolidation, die Zahl ist eine fortlaufende Nummer. Aus den Beständen der ROD wurden zwischen 1923 und 1927 insgesamt 273 Lokomotiven übernommen, so dass 1929 die LNER 405 Lokomotiven der Klasse O4 und 15 Lokomotiven der Klasse O5 besaß. Die O5-Lokomotiven baute die LNER in den 1920er und 1930er Jahren schrittweise zu O4 um.
Die LNER führte verschiedene Bauartänderungen an den O4-Lokomotiven ein, die zur Entstehung von acht Unterklassen führten. Die Änderungen konzentrierten sich hauptsächlich auf den Austausch des Belpaire-Stehkessels durch einen Stehkessel mit runder Decke gemäß dem LNER-Standard, auf Modifikationen der Führerhäuser sowie auf die Reduzierung der Höhe der Kesselaufbauten, um sicherzustellen, dass die Lokomotive in das Fahrzeugumgrenzungsprofil der LNER passen. 1944 wurden 58 Lokomotiven der O4-Klasse in den Werkstätten in Gorton mit Kesseln der LNER-Klasse B1, Walschaerts-Steuerung und neuen Zylindern versehen und in die LNER-Klasse O1 eingeordnet.

#### Unterklassen
- O4/1: Originalversion der GCR mit Belpaire-Stehkessel, Dampf- und Vakuumbremse, Schlepptender mit Wasserschöpfeinrichtung
- O4/2 bis 1925: GCR-Lokomotiven, die mit Tendern gekuppelt waren, die nur 14,8 m³ statt 18,2 m³ Wasservorrat hatten
- O4/2 ab 1925: ex ROD-Lokomotiven mit Führerhäuser und Kesselaufbauten in reduzierter Höhe, bis 1946 in O4/1 überführt
- O4/3: ex ROD-Lokomotiven, Tender ohne Wasserschöpfeinrichtung, nur Dampfbremse, bis 1940 in O4/1 überführt
- O4/4: Umbauten mit Kesseln der LNER-Klasse O2, verlängerter Rahmen, neues Führerhaus mit Seitenfenster
- O4/5: Umbauten mit gekürzten Kesseln der Klasse O2, und belassenem GCR-Führerhaus
- O4/6: Umgebaute ehemalige GCR-Klasse 8M (LNER-Klasse O5), das größere Führerhaus, teilweise mit Seitenfenster  wurde beibehalten
- O4/7: Umbauten mit gekürzten Kesseln der Klasse O2, Führerhaus und Rauchkammer der GCR beibehalten
- O4/8: Umbauten mit Kesseln und Führerhäuser der LNER-Klasse B1.[3]

### Ab dem Zweiten Weltkrieg
Während des Zweiten Weltkriegs beschlagnahmte das Kriegsministerium 1941 von der LNER 92 Lokomotiven für den Kriegsdienst, die im Mittleren Osten in Ägypten, Palästina, Syrien und Irak eingesetzt wurden und nach dem Krieg nicht nach England zurückkehrten. Ein Nachteil war jedoch, dass die von der LNER eingeführten Änderungen dazu geführt hatten, dass die Lokomotiven nicht mehr einheitlich waren. Diese Einheitlichkeit war jedoch für den Kriegsdienst von großer Bedeutung, weshalb das Kriegsministerium auf die Lokomotiven der LMS-Klasse 8F umstieg.

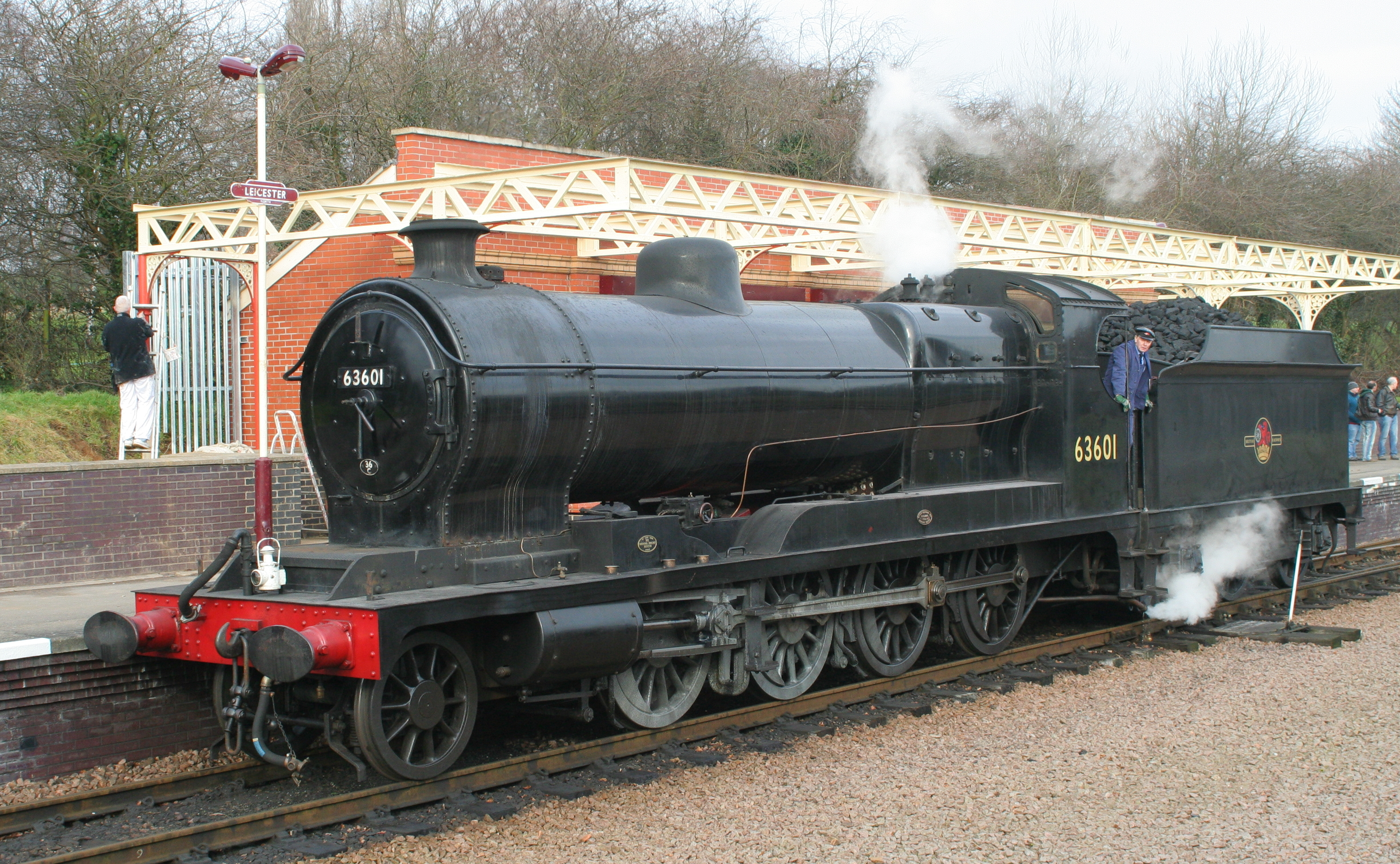
Erhaltene BR 63 601, ehemalige GCR-Klasse 8K Nr. 102

Nach dem beschränkte British Railways den Einsatz der in Großbritannien verbliebenen Lokomotiven der Klasse O4 auf die ehemaligen GCR-Strecken. Eine Ausnahme bildeten fünf Lokomotiven, die in der Nordost-Region vor Eisenerzzügen von Tyne Dock nach Consett eingesetzt wurden. Zwischen 1958 und 1966 wurden alle Lokomotiven ausrangiert. Einzige erhaltene Lokomotive ist Großbritannien ist die BR Nr. 63 601, die ehemalige GCR-Klasse 8K Nr. 102. Sie ist Teil der Nationalen Sammlung alter Eisenbahnfahrzeuge und wird von Zeit zu Zeit in den betriebsfähigen Zustand versetzt, wobei das nächste Mal ist für die Saison 2027 geplant. Die Lokomotive ist bei der Museumsbahn Grand Central Railway untergebracht.

In Australien sind drei ehemalige ROD-Lokomotiven erhalten geblieben. Im Richmond Vale Railway Museum befindet sich die Nr. 21 der Kohlenbahn von J & A Brown, während bei der Dorrigo Steam Railway die Lokomotiven Nr. 20 und 24 erhalten sind. Alle diese Lokomotiven sind nicht betriebsfähig und die in Dorrigo sind in einem sehr desolaten Zustand. Insgesamt kaufte J & A Brown zwischen 1925 und 1927 13 ROD-Lokomotiven, von denen die meisten 1973 verschrottet wurden.

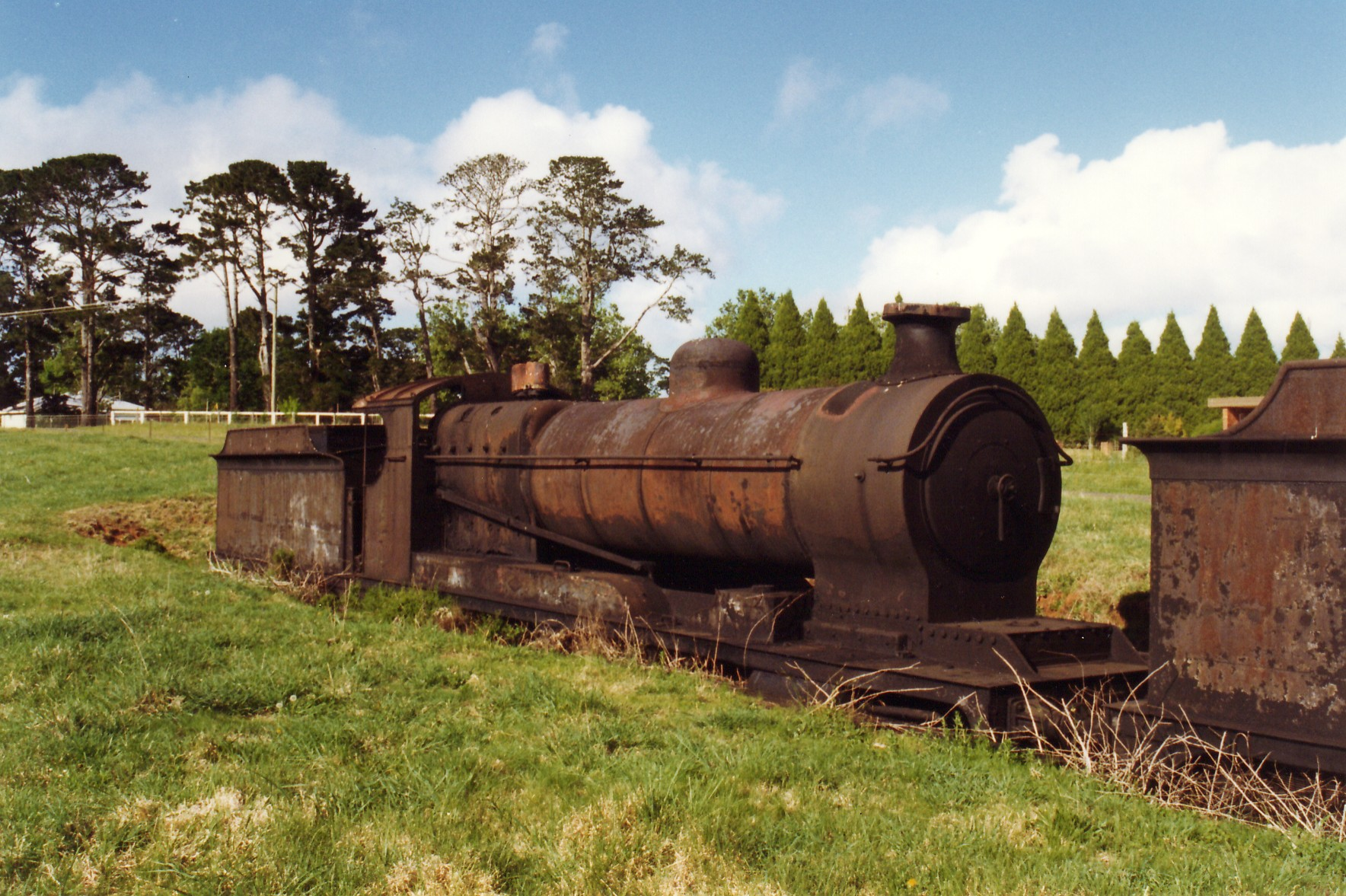
J & A Brown Nr. 20
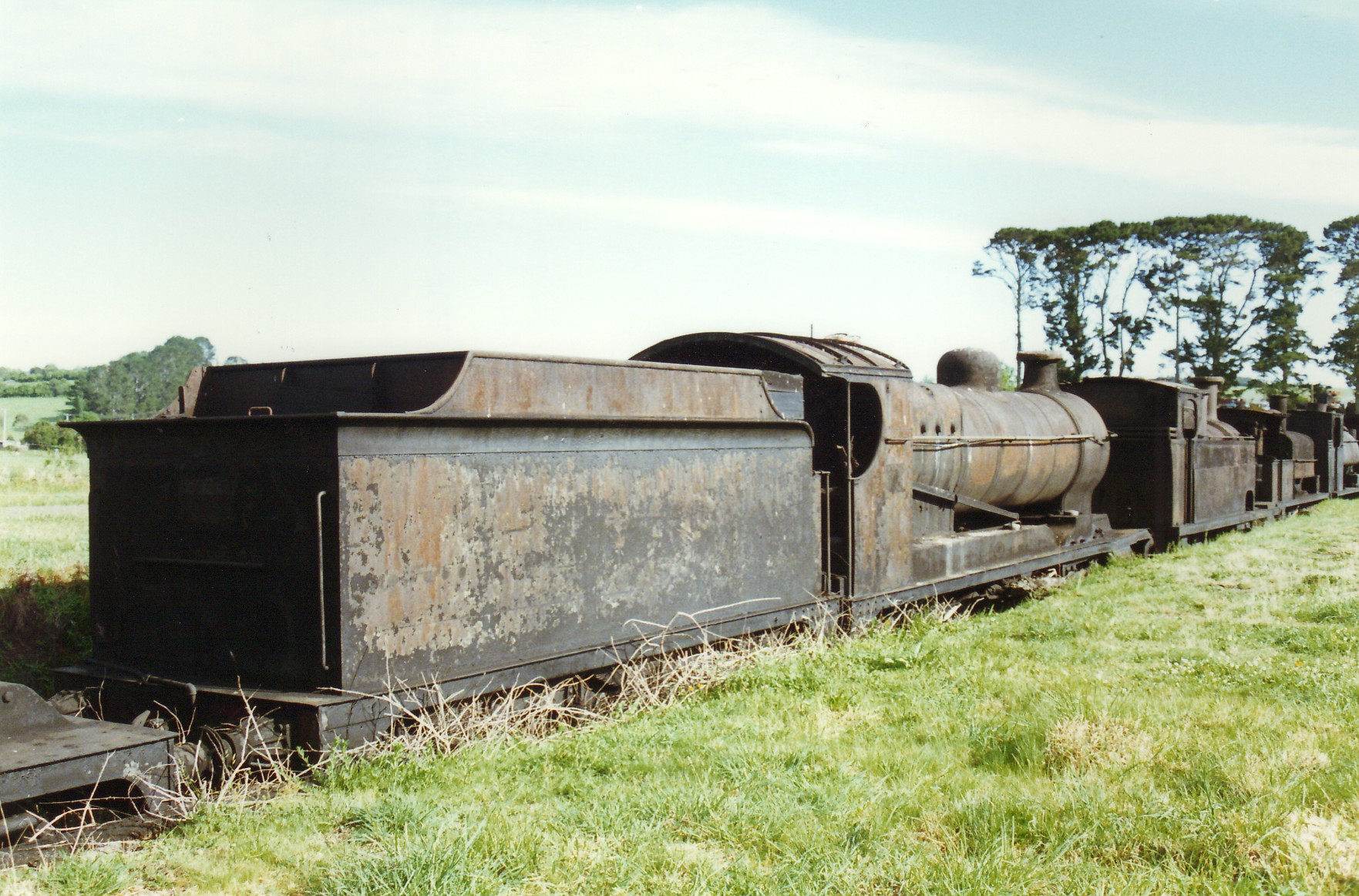
J & A Brown Nr. 24

## Technik
Die 8K war im Wesentlichen die Heißdampfversion des laufachslosen Vierkupplers der Klasse 8A. Der größere Kessel, einschließlich der Belpaire-Feuerbüchse, war der gleiche wie bei den Atlanic-Lokomotiven der Klasse C4 und C5, sowie der Tenderlokomotive S1. Er war für 13,8 bar (200 psi) ausgelegt, wurde aber nur mit 12,4 bar (180 psi) betrieben. Anfangs wurden unterschiedliche Bauarten der Überhitzers verwendet, es setzte sich aber die Variante mit einem aus 22 Elementen bestehenden Robinson-Überhitzer durch. Um das zusätzliche Gewicht im vorderen Bereich der Lokomotive aufzunehmen, wurde das Fahrwerk durch eine vorlaufende  Bisselachse ergänzt, die auch den Kurvenlauf verbesserte. Die Zylinder wurden dem größeren Kessel angepasst, indem deren Durchmesser von 483 mm (19 in) auf 533 mm (21 in) vergrößert wurde. Die Flachschieber wurden durch Kolbenschieber mit einem Durchmesser von 254 mm (10 in) ersetzt, die zwischen den Rahmenwangen angeordnet waren und durch eine innenliegende Stephenson-Steuerung bewegt wurden. Die Lokomotiven waren mit dreiachsigen Schlepptendern gekuppelt. Diejenigen der GCR-Lokomotiven waren mit einer Wasserschöpfeinrichtung für die Wasseraufnahme aus Gleiströgen ausgestattet, die bei den ROD-Lokomotiven weggelassen wurde. Die ROD-Lokomotiven hatten nur eine Dampfbremse, diejenigen der GCR zusätzlich eine Vakuumbremse.
Die Lokomotiven der Klasse 8M waren eine Weiterentwicklung der 8K mit größerem Kessel, der einen Durchmesser von 1680 mm (5 ft 6 in). Er war eine verkürzte Version des Kessels der für die Ten-Wheeler der Klasse 2B Sir Sam Fay verwendet wurde. Lokomotiven der ROD hatten anstelle der Kupferfeuerbüchse eine aus Stahl, die aber weniger haltbar war im Vergleich zur Version in Kupfer.

### Kohlenstaublokomotiven
Der Erste Weltkrieg führte zu einem Anstieg der Kohlenpreise und einer Verschlechterung der Kohlenqualität. Aus diesem Grund interessierte sich Robinson für die Verwendung von Kohlenstaub, der eine vollständige Verbrennung versprach, Zwischen 1917 und 1924 wurden vier Lokomotiven für Versuche mit der Kohlenstaubfeuerung eingesetzt. Der Kohlenstaub fiel durch Schwerkraft in die Förderschnecken am Boden des Kohlenstaubbunkers. Ein Luftstrom aus einem Gebläse, das an der Vorderseite des Tenders angebracht war, riss den Kohlenstaub mit und leitete ihn durch Rohre zu den beiden Brennerdüsen mit einem Durchmesser von 190 mm (7,5 in), die im Bodenring im hinteren Teil des Stehkessels angebracht waren. Rost und Aschkasten wurden durch Schamottesteine ersetzt.
Die Ventilatoren wurden von einer De-Laval-Dampfturbine angetrieben, während die Förderschnecken anfangs mit einem Vierzylinder-Benzinmotor betrieben wurden, der jedoch später durch eine kleine Dampfmaschine ersetzt wurde. Für das Anheizen einer kalten Lokomotive war eine externe Dampfquelle nötig. Aufgrund der Kriegsbedingungen war die Investition in die Brennstoffaufbereitung begrenzt. Der Kohlenstaub wurde von den Siebböden der Zechen gewonnen und dann über Dampfkesseln getrocknet.
Zu den anfänglichen Problemen gehörte das richtige Staub-Luft-Gemisch sowie Herausforderungen mit der Größe und Konstruktion des Feuerraums. Es wurde auch eine Feuerung mit einem Staub-Öl-Gemisch ausprobiert, jedoch zeigten die Versuche außer einer höheren Überhitzungstemperatur kaum Vorteile. Insgesamt waren die Versuche mit der Kohlenstaubfeuerung nicht von Erfolg gekrönt.